# 施萬浤
施萬浤（1951年—），原名施春成，生於台灣台南，台灣黑道人士，天道盟太陽會第二任會長，天道盟第四任盟主，綽號「庫洛」（日语：くろ，kuro，「黑仔」的意思）。台灣政府發布「治平專案」期間，潛逃中國上海發展，並成功整合太陽會，至2011年返台。

## 生平
1987年，基隆田寮港角頭「阿潭」吳桐潭創立太陽會，施萬浤擔任副會長。
1990年，吳桐潭潛逃中國福州，因持假護照被公安逮捕。1991年，吳桐潭被遣返台灣，1992年入獄服刑。施萬浤繼任為會長。
1994年，吳桐潭假釋出獄，施萬浤仍為太陽會會長，兩人因此形成派系對立交惡。吳桐潭另外成立工程顧問股份有限公司，召集舊有會眾，太陽會分裂為「舊太陽會」與「新太陽會」兩個派系，雙方發生多次衝突。
1996年，因「治平專案」，施萬浤潛逃中國上海。
2000年，施萬浤將太陽會會長交棒給予手下「當利」閻當利，並被擁立為新太陽會領袖，引起吳桐潭不滿。
2002年，施萬浤涉嫌教唆幫眾砸《壹週刊》。同年，新太陽會會長閻當利在中和遭到槍殺，新舊太陽會之間的爭鬥白熱化。
2003年，台北市前市議員陳進棋遭槍殺，殺手董智泰為舊太陽會虎牌殺手，警方懷疑施萬浤可能涉案。
2011年，施萬浤重新整合太陽會結束新舊對立紛爭，返回台灣繼任天道盟盟主。

## 家庭
2012年11月4日，與來自中國上海的劉慧結婚，兩人年紀相差35歲。婚宴在台北市大直「典華大直旗艦店」舉行、席開150桌。